# Jens Christian Larsen
Jens Christian Larsen (født 19. november 1942 i Flade Sogn) er en dansk lærer, fhv. skoleinspektør og politiker, der var medlem af Folketinget fra 2001 til 2005, valgt for Venstre i Frederikshavnkredsen. Han var desuden byrådsmedlem i Frederikshavn Kommune fra 1986 til 2002 og borgmester 1994-1998.
Larsen blev oprindeligt uddannet kommis i 1962 og arbejdede efterfølgende i Brugsen, først i Hirtshals og senere i Vodskov. Han blev senere uddannet folkeskolelærer fra Haslev Seminarium i 1972 og blev efterfølgende lærer ved Hånbækskolen i Frederikshavn. Her var han til han i 1981 blev skoleinspektør ved Gærum Skole. Som lærer var han fagligt engageret; først som formand for lærerrådet ved Hånbækskolen 1975-1979, senere som fælleslærerrådsformand i Frederikshavn 1979-1981.
Politisk begyndte han som lokalformand for Venstre i Frederikshavn i 1975. Han sad frem til 1985, og var i perioden 1978-1987 tillige formand for partiet i Frederikshavnkredsen. I 1986 blev han valgt til Frederikshavn Byråd, og i 1994 blev han den første borgerlige borgmester i byen siden 1954. I 2000 blev han opstillet til Folketinget, og han blev valgt 20. november 2001. Han var medlem frem til valget 8. februar 2005. Ved siden af sit politiske virke har han haft flere bestyrelsesposter, bl.a. som bestyrelsesmedlem i Egnsbank Nord.

## Ekstern kilde/henvisning
- Wikimedia Commons har flere filer relateret til Jens Christian Larsen
- Jens Christian Larsens biografi på Folketingets hjemmeside
- Gammelt portrætfoto